# Estátua do Anjo Rebelde

A estátua representa Lucifer no momento de sua rebeldia.

A estátua do Anjo Rebelde (em espanhol: Estatua del Angel Rebelde) é uma escultura localizada em um dos jardins internos do Capitólio Nacional, em Havana, Cuba.
Fundida em bronze, encontra-se sobre um pedestal de mármore em frente ao Salão Simón Bolívar na ala norte, trata-se de uma representação de Lucifer, líder dos anjos que se rebelaram contra Deus antes da criação do homem e que foram expulsos do céu. Foi esculpida pelo artista italiano Salvatore Buemi (1860-1916). Representa uma alegoria à independência e a rebeldia.

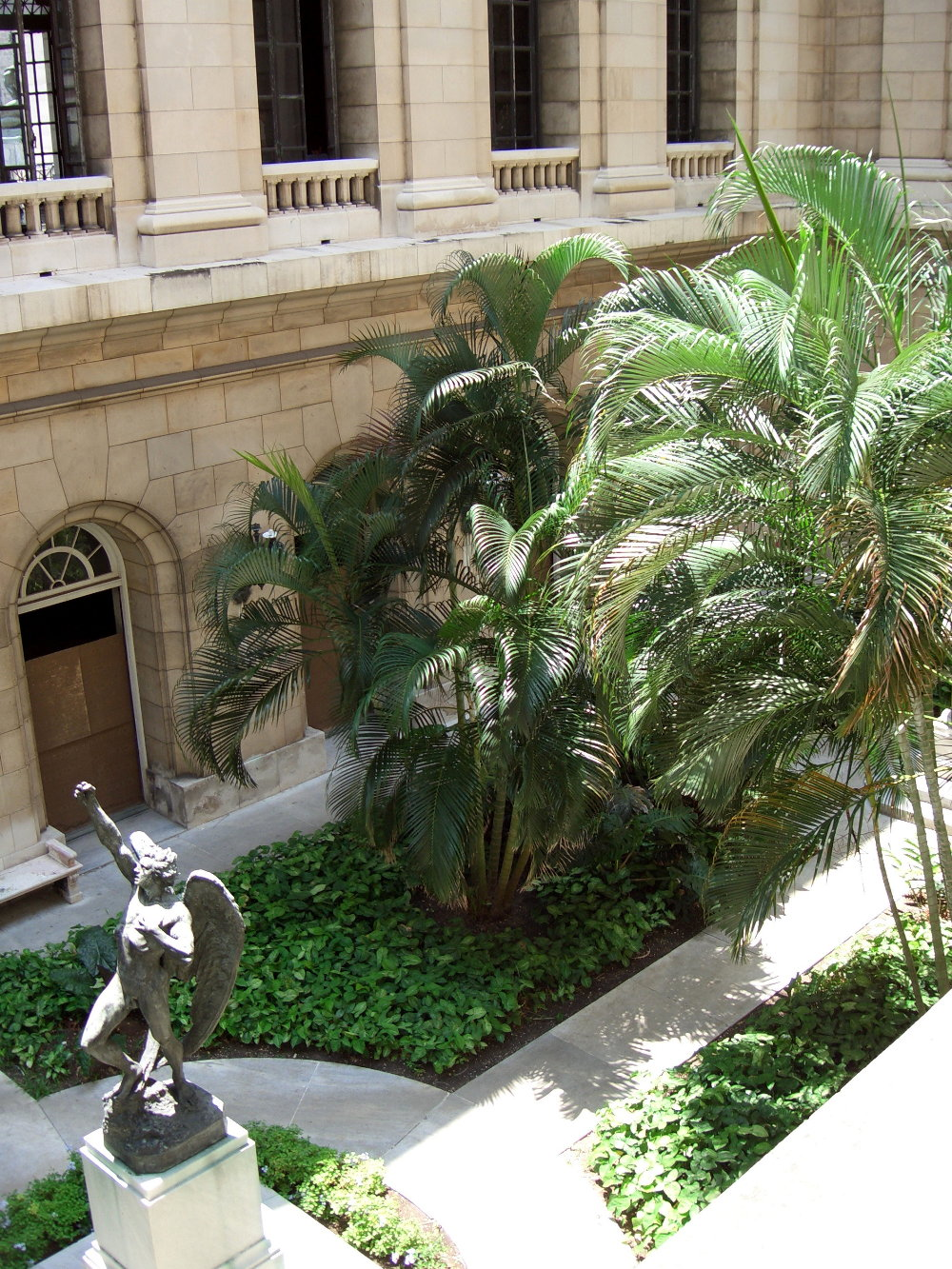
A estátua vista no jardim interno

Também conhecida como O Anjo Caído (El Ángel Caído), ainda que, longe de representar o momento da queda do anjo rebelde, a estátua representa o instante do levantamento de Lucifer contra Deus, visto com um punho em alto e com a outra mão colada ao peito, numa postura desafiadora, reivindicando o trono celestial. Buemi, em 1910, dedicou sua obra a Orestes Ferrara, político cubano de origem italiana, que presidia então a Câmara dos Representantes, naquela época situada na esquina das ruas Oficios e Churruca, em Havana Velha; onde depois esteve o Ministério de Educação, que permaneceu ali até após 1959, e agora se acha o Salão da Cidade.

A peça seria instalada no Capitólio em 1931, dois anos após sua inauguração. Foi doada pelo próprio Ferrara, que tinha ganhado na Guerra de Independência as estrelas de Coronel,  e que nesse momento se desempenhava como embaixador da ditadura de Gerardo Machado em Washington.